# Red Bluff (Kalifornija)
Red Bluff je grad u američkoj saveznoj državi Kalifornija. Prema popisu stanovništva iz 2010. u njemu je živjelo 14.076 stanovnika.